# The Allman Brothers Band
Pour les articles homonymes, voir Allman.
The Allman Brothers Band est un groupe américain de rock sudiste, originaire de Macon, en Géorgie. Le groupe acquiert une énorme popularité dans les années 1970. Tout comme le groupe Lynyrd Skynyrd, ils contribuent à populariser les mélodies et les sonorités propres au rock sudiste.

## Biographie

### Débuts (1969–1970)
Le groupe est originellement formé à Jacksonville (Floride), le 26 mars 1969. Il rassemble alors six musiciens : Duane Allman (guitare mélodique, slide guitar), Gregg Allman (chant, orgue), Dickey Betts (guitare soliste, chant), Berry Oakley (guitare basse), Butch Trucks (1947-2017) (percussions), et Jay Johanny Jaimoe Johanson (batterie).
Les frères Allman, Duane et Gregg, appartenaient précédemment au groupe amateur The Escorts rebaptisé Allman Joys puis finalement The Hour Glass. The Hour Glass sort deux albums chez Liberty Records: Hour Glass et Power of Love respectivement en 1967 et 1968. Liberty rompt le contrat avec tous les membres, sauf Gregg Allman susceptible, d'après Liberty, d'avoir quelque potentiel commercial. Duane, de son côté, participe à quelques enregistrements aux studios de Muscle Shoals (Alabama) en particulier sur l'album Ton-Ton Macoute! de Johnny Jenkins. Il commence alors à taper le bœuf dans les environs de Jacksonville au côté de Dickey Betts, Butch Trucks et Berry Oakley. Duane invite Jay Johanson, un batteur avec lequel il avait eu l'occasion de jouer, à se joindre au groupe qui commence à prendre forme. Gregg est alors à Los Angeles pour Liberty Records mais Duane le fait revenir à Jacksonville car il recherche un chanteur pour son tout nouveau groupe.
The Allman Brothers Band se produit à de nombreuses reprises dans le Sud avant de sortir son premier album The Allman Brothers Band. Si les critiques saluent cet album blues rock, il ne trouve qu'une audience limitée. La plupart des titres ont une sonorité blues rock, à l'exception notable de Dreams un morceau qui constituera par la suite le socle de leurs meilleurs morceaux.
Leur second album, Idlewild South (1970) produit par Tom Dowd, rencontre un énorme succès critique et permet pour la première fois au groupe de bien vivre de sa musique. Les titres Revival et Midnight Rider illustrent la tendance du groupe à réaliser des morceaux plus courts, plus proches du format radio. La même année, Duane Allman enregistre le désormais classique Layla and Other Assorted Love Songs avec le groupe Derek and the Dominos d'Eric Clapton.
En 1971, le groupe réalise son premier album live, At Fillmore East enregistré les 12 et 13 mars dans le temple du rock d'alors : le Fillmore East. L'album qui rencontre alors  un énorme succès est aujourd'hui considéré comme l'une des meilleures performances live de tous les temps. Il contient ce mélange unique de blues, de rock et de jazz modal qui devient l'identité musicale du groupe. The Allman Brothers a l'honneur d'être le dernier groupe à se produire sur la scène du Fillmore avant sa fermeture en juin. L'ultime spectacle qu'ils offrent devient légendaire, notamment parce que le groupe joue presque toute la nuit. En 2005, Gregg Allman racontera comment les musiciens avaient perdu toute notion du temps, ne réalisant qu'il était l'aube qu'à l'ouverture des portes du Fillmore.

### Tragédie et triomphe (1971–1974)
Duane Allman décède peu après que At Fillmore East ne soit certifié disque d'or, victime d'un accident de moto le 29 octobre 1971 à Macon (Géorgie). Allman conduisait sa moto à vive allure lorsqu'il croise un camion dans une intersection entre Hillcrest Avenue et Bartlett. Le camion s'arrête soudainement à l'intersection, mais Allman percute le camion tandis que sa Harley est propulsée dans les airs. Allman décède à son arrivée à l'hôpital de graves lésions aux organes internes.
La perte de leur leader est très dure à encaisser pour le groupe mais ils décident rapidement de continuer. L'album se répand progressivement sur les ondes, certaines stations diffusant même des morceaux de 13 ou 23 minutes. Dickey Betts remplace Duane à la guitare pour achever Eat a Peach, le dernier album auquel il a participé.
Le groupe joue quelques concerts à cinq, puis décide d'enrôler Chuck Leavell, un pianiste, afin d'ajouter un nouveau soliste sans remplacer directement Duane. C'est ce nouveau line-up qui se produit sur ABC dans l'émission In Concert. Peu après, le 11 novembre 1972, Berry Oakley meurt à son tour dans un accident de moto, à seulement trois pâtés de maisons de l'endroit où Duane s'est tué. B. Oakley est remplacé par Lamar Williams à la fin de 1972, juste à temps pour achever l'album Brothers and Sisters (1973). L'album marque un changement de cap vers la musique country. La séparation avec Tom Dowd, et l'influence grandissante de Dickey Betts au sein du groupe en sont les principales causes. Brothers and Sisters comporte les deux plus célèbres titres du groupe Ramblin' Man et Jessica ; le premier se classe deuxième au Billboard, quand le second devient un tube entièrement instrumental. L'album est accessible et plaît, le groupe est alors à l'apogée de sa popularité.
À cette époque, The Allman Brothers Band est l'un des groupes les plus attractifs sur scène. Leur concert le plus célèbre restera sans doute celui qu'ils donnent au Summer Jam à Watkins Glen, le 28 juin 1973. Ils y partagent la scène avec The Grateful Dead et The Band devant près de 600 000 personnes. Dans leur sillage, de nombreux groupes de rock originaires du Sud font leur apparition sur le devant de la scène comme The Marshall Tucker Band ou Lynyrd Skynyrd. Un autre grand moment de la carrière du groupe a lieu lors du réveillon de la Saint-Sylvestre 1973. Le producteur Bill Graham organise une couverture radio de leur concert au Cow Palace de San Francisco à travers tout le pays.

### Troubles et dissolution (1975–1982)

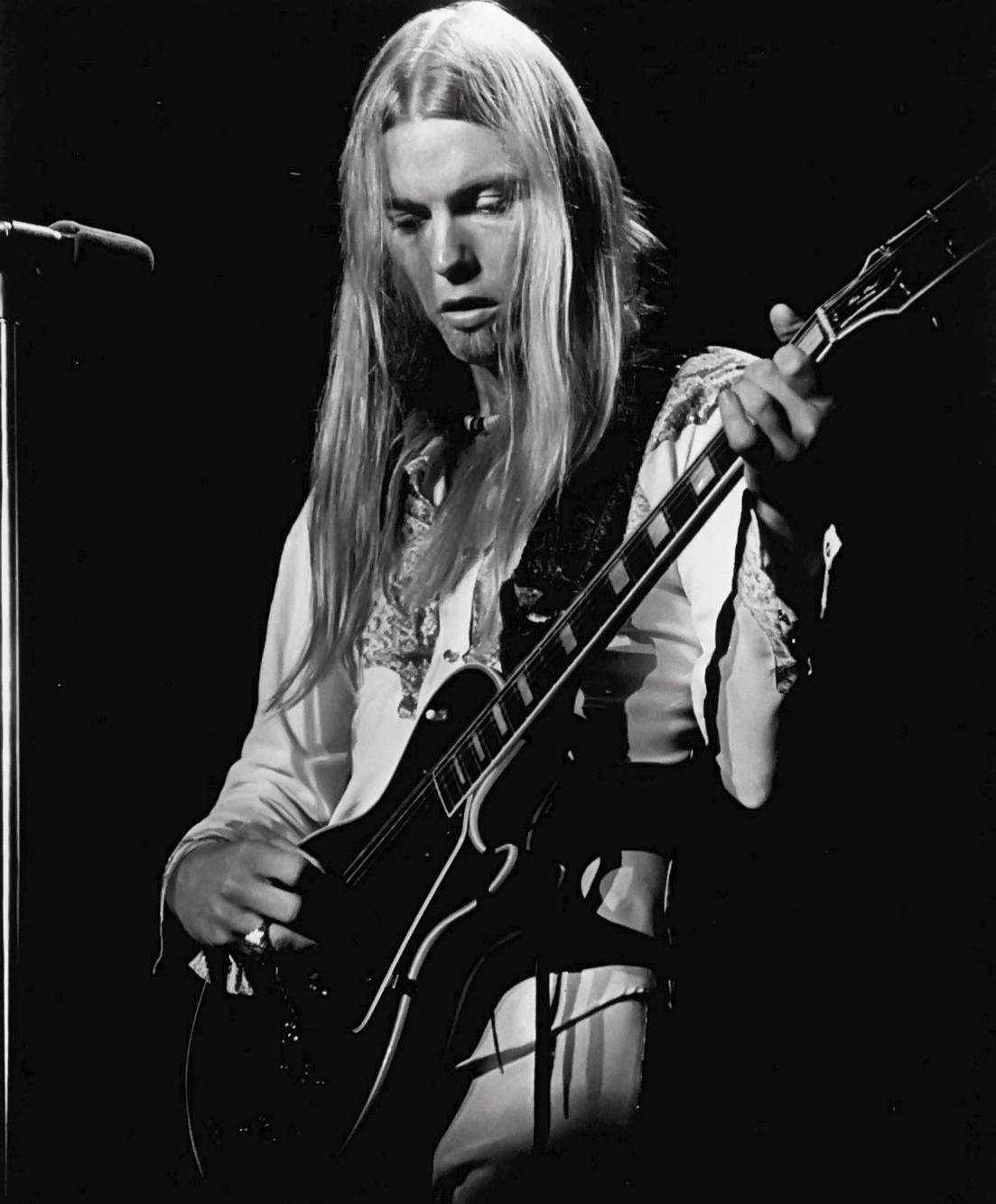
Gregg Allman à la tournée du groupe en 1975.

Des conflits commencent à déchirer le groupe, tandis que Gregg Allman et Dickey Betts se lancent dans des projets solos parallèles. Allman épouse la chanteuse Cher de Sonny and Cher ; ils se quittent rapidement puis se réconcilient pour finalement se séparer, ces péripéties étant abondamment couvertes par la presse à scandales. L'usage de drogue au sein du groupe ne facilite pas la situation. D'un point de vue strictement musical, Betts et Leavell partent dans des directions opposées que G. Allman essaie tant bien que mal de concilier. Cette tension déteint sur l'album Win, Lose or Draw (1975) auquel certains membres ne participent que de loin voire pas du tout. Le groupe explose en 1976 après l'arrestation de Gregg Allman pour possession de stupéfiants et surtout après que celui-ci accepte de témoigner contre un ami et employé du groupe. Leavell, Johanson et Williams forment un nouveau groupe, Sea Level, tandis que Betts se consacre à sa carrière solo. Tous les quatre jurent publiquement ne plus vouloir travailler avec G. Allman.
Capricorn Records sort un double album contenant des enregistrements live inédits Wipe the Windows, Check the Oil, Dollar Gas en 1976. L'album se vendra bien sans être un succès commercial.
Le groupe se reforme en 1978 et enregistre Enlightened Rogues (1979). De nouveaux membres font leur apparition: Dan Toller (guitare) et David Rook Goldflies. Ils remplacent Leavell et Williams qui préfèrent se concentrer sur Sea Level. L'album n'aura qu'un succès mineur, la popularité du groupe s'essouffle, et des ennuis financiers menacent Capricorn Records qui fait faillite en 1979. PolyGram rachète le catalogue et The Allman Brothers Band signe chez Arista Records. Le groupe sort encore quelques albums, tous fraîchement accueillis par la critique, et renvoie Johanson. Le groupe se sépare à nouveau en 1982.

### Résurrection (1989–2014)
Le groupe se reforme en 1989 et fait la tournée des festivals estivaux aux États-Unis, regagnant peu à peu sa popularité perdue. Warren Haynes (guitare, chant), Johnny Neel (clavier et harmonica) et Allen Woody (guitare basse) rejoignent le groupe. De nouveau, C. Leavell et L. Williams ne participent pas au projet : le premier part en tournée avec les Rolling Stones, quant à L. Williams il est terrassé par un cancer en 1983. Le groupe signe chez Epic Records et sort dans la foulée Seven Turns (1990) qui s'attire de très bonnes critiques,. J. Neel quitte le groupe qui enchaîne une série d'albums bien reçus par la critiques mais dont les ventes resteront modestes. Les albums Shades of Two Worlds (1991) et Where It All Begins (1994) reçoivent le concours d'un nouveau percussionniste Marc Quinones. W. Haynes et A. Woody créent un projet parallèle Gov't Mule en 1994. En 1995, le groupe est admis au prestigieux Rock and Roll Hall of Fame, et, en 1996, se voit décerner le Grammy Award de la meilleure performance instrumentale rock pour le titre Jessica. Lorsque Haynes et Woody décident de se consacrer à plein temps à Gov't Mule, ils sont remplacés respectivement par Jack Pearson et Oteil Burbridge. Derek Trucks remplace Pearson en 1999. Il n'est autre que le neveu de Butch Trucks, membre originel du groupe.
En 2000, le groupe refuse que Dickey Betts se joigne à la tournée estivale pour des raisons personnelles et professionnelles. Il est donc remplacé par Jimmy Herring. Betts intente un procès aux trois autres membres et la séparation estivale tourne à la rupture définitive. Le groupe sort tout de même un nouveau CD live, Peakin' at the Beacon, enregistré au Beacon Theater de New York. La même année, l'ancien bassiste Allen Woody est retrouvé mort le 26 août.
On demande à Warren Haynes de rejoindre le groupe et, après un passage réussi au Beacon Theatre, il décide de mener de front à la fois The Allman Brothers Band et Gov't Mule. L'album Hittin' the Note, produit par W. Haynes, sort en 2003 et conquiert à la fois critiques et public, tout comme le DVD Live at the Beacon Theatre (2003). Le CD live One Way Out de 2004 clôt les sessions au Beacon Theatre. The Allman Brothers Band obtient deux nominations aux Grammy Awards de la meilleure performance instrumentale en 2003 et 2004 pour le même titre Instrumental Illness issu des albums Hittin' the Note et One Way Out. En 2003, le magazine Rolling Stone sélectionne Duane Allman, Warren Haynes, Dickey Betts et Derek Trucks pour leur classement des 100 meilleurs guitaristes de tous les temps. Duane Allman s'y classe à la seconde place, tandis que Derek Trucks est le plus jeune guitariste classé.
Le groupe dans sa nouvelle composition a su renouveler son public en partageant la scène avec des groupes plus jeunes, dont les prestations scéniques font la part belle à l'improvisation tels que Moe[Quoi ?] ou String Cheese Incident. The Allman Brothers Band constitue une des attractions majeures du festival de Bonnaroo en 2003 et en 2005. En 2005 et 2006 ils occupent pendant deux jours la scène du festival de Wanee à Live Oak (Floride) aux côtés de leurs propres groupes dérivés Gov't Mule et Derek Trucks Band, ainsi qu'avec la nouvelle génération du rock sudiste comme Northern Mississippi Allstars, Robert Randolph and the Family Band, Medeski, Martin and Wood, etc.

### Postérité
Sur son site Internet, le 10 janvier 2014, le magazine français Soul Bag annonce que Warren Haynes et Derek Trucks quitteront l'A.B.B. à la fin de 2014. Les deux guitaristes affirment rester en très bons termes avec le groupe mais être trop occupés pour mener plusieurs groupes majeurs de front. La nouvelle était aussi annoncée le 8 janvier 2014 dans le magazine Rolling Stone et sur le site internet officiel de W. Haynes. Gregg Allman meurt en mai 2017 d'un cancer du foie.

## Prix
- Grammy Award pour la meilleure performance instrumentale rock, 1996, Jessica
- Admis au Rock and Roll Hall of Fame, 1995
- Liste « Meilleur... de tous les temps » de Rolling Stone :
  - 100 meilleurs groupes de tous les temps (2004) : 52e[12]
  - 500 meilleurs albums de tous les temps  (2003) : 49e pour At Fillmore East[13]
  - 100 meilleurs guitaristes de tous les temps (2003) :
    - 2e Duane Allman[14]
    - 23e Warren Haynes[15]
    - No. 81 Derek Trucks[16]

  - 100 meilleurs guitaristes de tous les temps (2011):
    - 9e Duane Allman[17]
    - 16e Derek Trucks[18]
    - 61e Dickey Betts[19]

## Reconnaissances
En 1972 Jessica sert de générique à l'émission Pas de panique animée par Claude Villers sur France Inter. Jessica deviendra le thème du générique de l'émission anglaise Top Gear dès 1977. Il subira quelques modifications avec le temps mais conservera son identité première caractérisant cette emblématique série.
Le film américain Presque célèbre (Almost Famous, 2000) prend pour l'affiche de Stillwater, le groupe fictif au centre de l'histoire, une reproduction quasi conforme de la pochette du Live At Fillmore East. Le groupe était en effet un des groupes suivis à l'époque par le scénariste, Cameron Crowe, dans ce film en grande partie autobiographique.

## Discographie

### Albums studio
- 1969: The Allman Brothers Band
- 1970: Idlewild South
- 1972: Eat a Peach (contient des extraits live)
- 1973: Brothers and Sisters
- 1975: Win, Lose or Draw
- 1979: Enlightened Rogues
- 1980: Reach for the Sky
- 1981: Brothers of the Road
- 1990: Seven Turns
- 1991: Shades of Two Worlds
- 1994: Where It All Begins
- 2003: Hittin' the Note

### Albums live
- 1971 : At Fillmore East
- 1976 : Wipe the Windows, Check the Oil, Dollar Gas
- 1991 : Live at Ludlow Garage: 1970
- 1992 : An Evening With the Allman Brothers Band: First Set
- 1995 : An Evening With the Allman Brothers Band: Second Set
- 2000 : Peakin' at the Beacon
- 2003 : Live at the Atlanta international pop festival July 3&5 1970
- 2004 : One Way Out Live at the Beacon Theater
- 2014 : Play All Night: Live at the Beacon Theater 1992

### Compilations/Rééditions
- 1973 : Beginnings (réédition des deux premiers albums The Allman Brothers Band et Idlewild South)
- 1975 : The Road Goes on Forever (compilation)
- 1989 : Dreams (coffret 4 CD)
- 1991 : A Decade of Hits 1969-1979 (compilation)
- 1994 : Legendary Hits (compilation)
- 1998 : Mycology.an Antology (compilation)
- 2004 : The Essential Allman Brothers Band: The Epic Years (compilation)
- 2005 : Gold (compilation, réédition complétée de The Road Goes on Forever)
- 2020 : Trouble No More: 50th Anniversary Collection (Coffret 5CDs + livret 88 pages)